# Comuna Sulîmivka, Iahotîn
Sulîmivka (în ucraineană Сулимівка) este o comună în raionul Iahotîn, regiunea Kiev, Ucraina, formată din satele Bojkî și Sulîmivka (reședința).

## Demografie
Componența lingvistică a comunei Sulîmivka
     Ucraineană (96,77%)
     Rusă (3,02%)
     Alte limbi (0,21%)
Conform recensământului din 2001, majoritatea populației comunei Sulîmivka era vorbitoare de ucraineană (96,77%), existând în minoritate și vorbitori de rusă (3,02%).